# Schloss Fuchshöfen
Schloss Fuchshöfen war ein Schloss in Ostpreußen nahe Königsberg (Preußen). Der Ort heißt heute Slawjanskoje.

## Geschichte
Kurfürst Friedrich III. schenkte den Ort im Jahr 1692 Paul von Fuchs, der um 1700 das Herrenhaus mit neunachsiger Fassade errichten ließ. Der Bau war zweigeschossig und mit Walmdach bedeckt. Das Schloss wurde für seine ruhige, sachliche „preußische“ Schlichtheit gerühmt.
Um 1755 wurde ein weibliches Fideikommiss, ein sogenannter Kunkellehen Fuchshöfen geschaffen, ausschließlich für die weiblichen Nachkommen von Charlotte von Schmettau. Gut Fuchshöfen wurde danach über vier Generationen von der Mutter auf die Tochter vererbt. Um 1770 wurde das Schloss neu ausgestattet und hatte eine Ausstattung an Möbeln des 17. und 18. Jahrhunderts, Leder- und Leinwandtapeten und Geschenke des Großen Kurfürsten wie zum Beispiel Gobelins mit Jagd- und Trinkszenen.
Letzte deutsche Eigentümer waren die von Bassewitz.